# Steady, As She Goes
Steady, As She Goes is een nummer van de Amerikaanse rockband The Raconteurs uit 2006. Het is de eerste single van hun debuutalbum Broken Boy Soldiers.
Volgens Rolling Stone was het nummer het op een na beste nummer van 2006, na Crazy van Gnarls Barkley. De baslijn in "Steady, As She Goes" doet denken aan Is She Really Going Out with Him? van Joe Jackson, voornamelijk in de intro. Het nummer werd vooral een hit in het Verenigd Koninkrijk, Canada en Denemarken. In de Amerikaanse Billboard Hot 100 haalde het een bescheiden 54e positie. In de Mega Top 50 van het Nederlandse radiostation 3FM bereikte het nummer de 13e positie, terwijl het in Vlaanderen de 5e positie in de Tipparade behaalde.